# Лядвенець тонкий
Лядвенець тонкий (Lotus tenuis) — вид рослин з родини бобові (Fabaceae), поширений у Північній Африці, Європі, Азії.

## Опис
Багаторічна рослина 20–40 см завдовжки. Стебла майже прямостійні. Листочки всіх листків лінійно-ланцетні, лінійні або обернено-ланцетоподібні, загострені, 5–15 × 0.5 мм. Квітки 8–11 мм довжиною. Стрижневий корінь майже гладкий чи рідко вкритий короткими притиснутими волосками. Стебло струнке. Віночок жовтий. Боби прямі, циліндричні, 9–25 × 1.2–2.5 мм. Насіння світло-коричневе, круглої форми, 1.4–1.6 мм, гладке

## Поширення
Поширений у Північній Африці, Європі, Азії.
В Україні вид зростає на вологих засолених луках — у Карпатах, рідко.

## Використання
Кормова рослина.